# Combat de l'Arapey Chico
Première invasion de la Banda Oriental par le Portugal (1811-1812)
Le combat de l'Arapey Chico est livré le 22 novembre 1811 pendant les guerres d'indépendance de l'Uruguay, lors de la première invasion de la Banda Oriental par le Portugal (1811-1812). 

## Déroulement
Confronté à la rébellion des patriotes de la Banda Oriental (approximativement l'Uruguay d'aujourd'hui) qu'il ne peut juguler, et assiégé dans Montevideo, le gouverneur espagnol Francisco Javier de Elío, demande l'aide du Brésil voisin et alors colonie portugaise.
Le 23 juillet 1811, une armée luso-brésilienne, qualifiée d'armée d'observation ou d'armée pacificatrice, franchit la frontière sous le commandement de Diogo de Sousa et marche sur Montevideo. En chemin, les envahisseurs s'emparent de Paysandu (le 1er septembre) puis de Santa Tereza (le 4 septembre), bousculant les troupes qui tentent de s'opposer à leur avance. Le 22 novembre, ils essuient un échec sur le rio Arapey lorsque les 150 cavaliers commandés par le sergent-major Manoel dos Santos Pedroso sont attaqués par les 950 hommes du lieutenant-colonel Pinto Carneiro, officier originaire du Rio Grande do Sul, province du Brésil, mais au service des Orientaux. Submergé par le nombre et devant l'importance de ses pertes, Pedroso recule.
Entre-temps, le 20 octobre, un armistice est signé entre Elío et la junte de Buenos Aires qui soutient les patriotes orientaux, et qui stipule que les troupes argentines et portugaises doivent se retirer chacune de la Banda Oriental. En exécution de ce traité, les Portugais regagnent lentement la frontière non sans livrer des combats jusqu'en juin 1812 avec les Orientaux qui n'acceptent pas la trêve. Ils reviennent en 1816 et cette fois s'emparent de la région, qu'ils intègrent en 1821 à leur colonie du Brésil sous le nom de province cisplatine, après une guerre de quatre ans.